# Giuseppe Di Lavore
Giuseppe Di Lavore (Enna, 7 novembre 1955 – Palermo, 16 giugno 1982) era un autista ventisettenne di un mezzo per il trasporto dei detenuti che cadde vittima di un attentato mafioso; fu insignito della medaglia d’oro al valor civile.

## Biografia
Preso il diploma di ragioniere, ottenne in seguito l'abilitazione alla professione di commerciante. Ottenne più tardi l'incarico di ufficiale giudiziario al tribunale di Caltanissetta.
Venne assassinato in quella che divenne nota come strage della circonvallazione, un attentato mafioso messo in atto il 16 giugno 1982 sulla circonvallazione di Palermo e commissionato dal boss mafioso di Cosa nostra Nitto Santapaola, finalizzato all'assassinio del boss catanese Alfio Ferlito, mentre questi veniva trasferito da Enna al carcere di Trapani e con il quale era da anni in guerra per il predominio sul territorio etneo. Di Lavore stava sostituendo il padre Calogero, che da tempo deteneva l'appalto per il trasporto di detenuti, che a quel tempo veniva effettuato da privati.
Dopo la strage della circonvallazione venne modificato il metodo di trasferimento dei detenuti usando cellulari e secondini.
Per commemorare l'evento in occasione del 25º anniversario della morte, è stata messa una lapide sulla strada dove avvenne il tragico evento.